# New River (Virginia)
New River è un census-designated place (CDP) degli Stati Uniti d'America, situato nello stato della Virginia, nella contea di Pulaski. Secondo il censimento del 2020 gli abitanti di New River ammontavano a 237.